# Îlot Saint Christophe
Die Îlot Saint Christophe (auch Îlot St. Christophe) ist eine Insel der Wallis-Inseln und gehört politisch zum Distrikt Muʻa im Königreich Uvea, das einen Teil des französischen Überseegebiets Wallis und Futuna bildet.

## Geografie
Die Îlot Saint Christophe liegt 1,75 km südlich von Uvea und ist teils über eine knapp 300 Meter lange Sandbank mit der südöstlichen Nachbarinsel Nukuatea verbunden, die deutlich größer als die Îlot Saint Christophe ist. Die Insel ist ein kleiner, mit Bäumen bewachsener Berg.

## Nutzung
Die Insel ist zwar unbewohnt, trotzdem befindet sich auf der Bergspitze die Chapelle de St. Christophe. Vom Strand aus führt ein kurzer Serpentinenweg auf den Berg zur Kapelle. Am großen Strandbereich der Insel befindet sich außerdem eine kleine überdachte Hütte. Die Insel ist auch ein Touristenziel für Urlauber auf Uvea.